# 伊下站
伊下站（：／ Iha yeok */?）是位于韩国庆尚北道荣州市臥龍面的一个铁路车站，这个车站属于中央线。

## 历史
- 1942年4月1日 - 落成使用。

## 相鄰車站
韓國鐵道公社
中央線
麻仕－伊下－西枝